# Dasburg (Burg)
Die Dasburg ist die Ruine einer Höhenburg in der Südeifel im Deutsch-Luxemburgischen Naturpark auf einem 356 m ü. NN hohen Hügel bei der Ortsgemeinde Dasburg an der Our im Eifelkreis Bitburg-Prüm in Rheinland-Pfalz.

## Geschichte
Die Burg wurde vermutlich Anfang des 13. Jahrhunderts als Wehranlage und Fluchtburg errichtet. Im Jahr 1222 wird sie erstmals als „Daysberhc castrum“ im Kommentar zum Prümer Urbar, den der Prümer Exabt Caesarius von Milendonk 1222 fertigte, erwähnt.
Die Grafen hatten die Dasburg und die Herrschaft als Lehen von der Abtei Prüm. Als Gegenleistung mussten die Viandener der Abtei Schutz gewähren. Durch diese Situation hatte Dasburg immer bekannte und große Adelshäuser im Namen: Vianden, von Sponheim, Nassau und Oranien. Noch heute trägt der niederländische König den Zusatz „Herr von Dasburg“ in seinem Titel.
1417 ist die Burg den Grafen von Nassau-Dillenburg übereignet, 1580 wird sie von König Philipp von Spanien dem Begründer der modernen Niederlande, Graf Wilhelm von Oranien (der Schweiger) entzogen und dem Gouverneur des Herzogtums Luxemburg Graf von Mansfeld übertragen, bereits 1604 nach dem Tod des Königs dem Haus Nassau-Oranien zurückerstattet, im 17. bis 18. Jahrhundert nassauisch-oranischer Besitz. Im Jahr 1625 listet der damalige Geistliche Herr Pastor Jakob Pott 35 Häuser namentlich auf. Die Herrschaft Dasburg erfüllte zu jener Zeit wichtige strategische Aufgaben zum Schutz der Grafenburg Vianden als Sicherung der Durchgangsstraße vom Westen. Die Herrschaft umfasste die Meiereien Dasburg, Daleiden und zeitweise Binscheid und Harspelt. Als Sitz der Herrschaft hatte Dasburg ein eigenes aus Schultheissen und Schöffen bestehendes Gericht. Im Jahre 1794 erfolgte die Besetzung durch die französischen Revolutionstruppen. Daraus resultierte auch der Klöppelkrieg. Anführer der Klöppelkriegsarmee war der damalige Dasburger Schlossjäger Karl Bormann. Im Jahre 1813 ließ General Oudinot (er erhielt die Dasburg für seine militärische Verdienste von Napoleon) das Dasburger Schloss durch den damaligen Notar Dupont versteigern.
Nach dem Zweiten Weltkrieg ging die Burgruine an das Land Rheinland-Pfalz und wurde 1965 der staatlichen Schlösserverwaltung übergeben.
Zurzeit wird die Burg restauriert. Nach Abschluss der Sanierungsarbeiten soll die Burg verpachtet werden. Der Pachtvertrag wird öffentlich ausgeschrieben, da es bereits mehrere Interessenten hierfür gibt.
Am 22. Januar 2012 lösten sich größere Teile des Außenmauerwerks und der Fundamentierung des Rundturms und rutschten in Richtung auf die vorbeiführende B 410 ab.

## Anlage
Von der mittelalterlichen Burganlage mit großem Verlies sind noch die Fundamente der inneren Wehrmauer, Teile der äußeren Wehrmauer mit zwei Halbtürmen, Reste des Eingangstores und die Nordseite des 20 m hohen Wehrturmes, der das Zentrum der wahrscheinlich staufischen Kernburg darstellte erhalten sowie ein Gang entlang der Umfassungsmauer, die an ihrer nördlichen Schmalseite ursprünglich eine Brücke hatte und durch einen Torzugang sowie einige Halbtürme durchbrochen war.

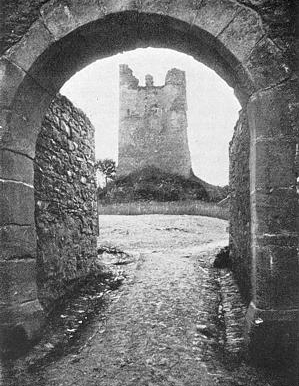
Wehrturm um das Jahr 1930
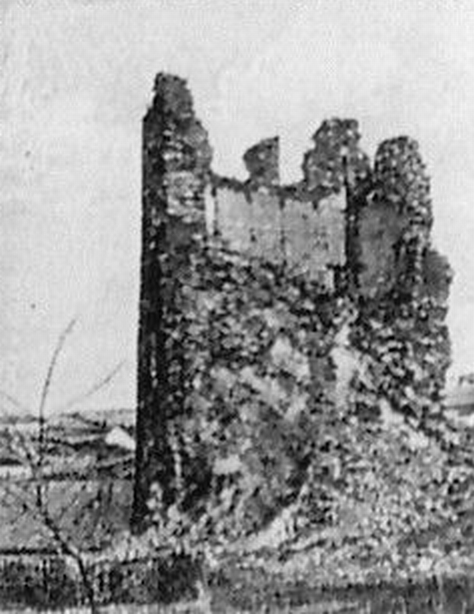
Wehrturm um das Jahr 1910
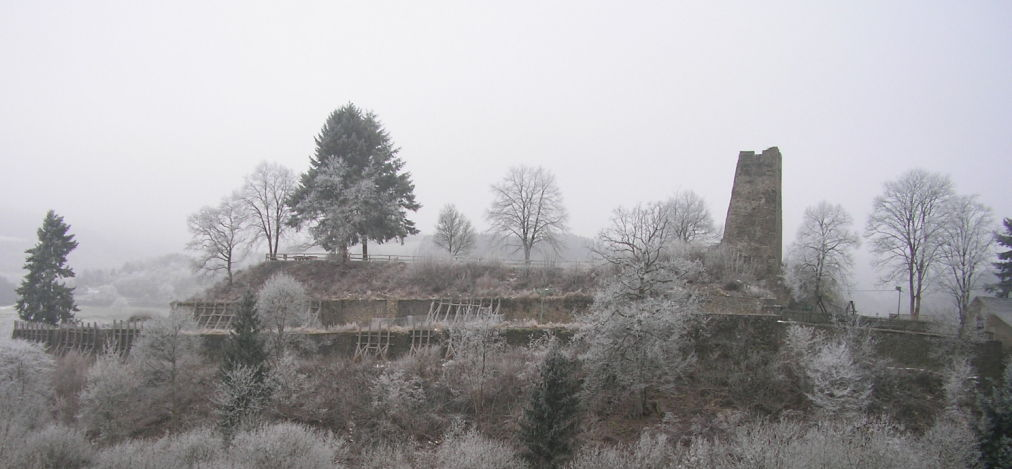
Burgring im Winter 2006
Grundriss
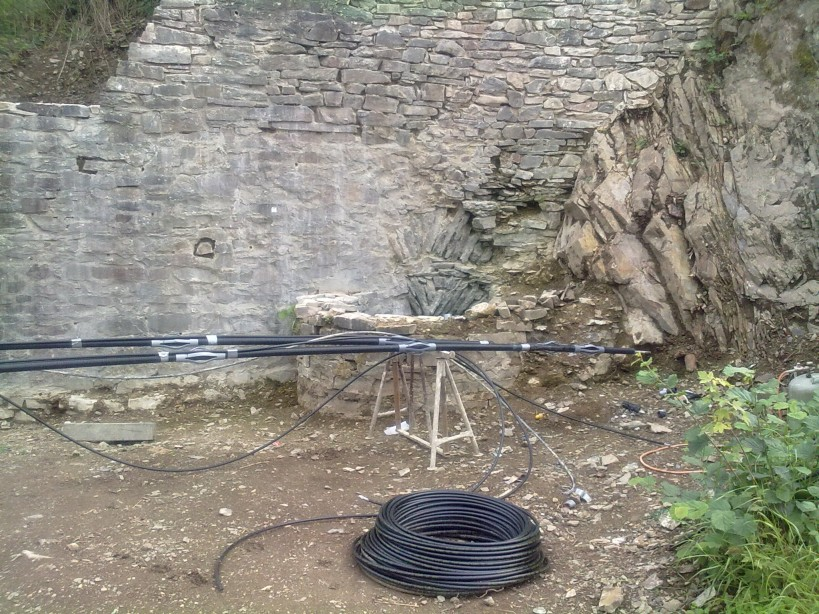
Brunnen

## Einzelbelege
1. ↑  Heinrich Beyer: Mittelrheinisches Urkundenbuch, Band I, Coblenz: Hölscher, 1860, S. 159 (dilibri.de)
2. ↑  Fritz-Peter Linden: Pächter ante Portas Prümer Zeitung, 18. Januar 2012.
3. ↑  Dasburg: Mauerwerk am Rundturm stürzt ein, Trierischer Volksfreund vom 22. Januar 2012, abgerufen am 20. Januar 2016.